# Chlorargyrit
Chlorargyrit (Weisbach 1875), chemický vzorec AgCl, je krychlový minerál, klasifikace dle Strunze 3/A.02-50, jednoduché bezvodé halogenidy . Název podle chemického složení, z řeckého argyros nebo latinského argentum (stříbro) a řeckého chloros (obsahující chlor). Typová lokalita - Marienberg, Německo. Poprvé popsán v roce 1565.

## Vznik
Typický minerál oxidační zóny ložisek rud Pb-Zn a Ag v aridní zóně, ale kdysi býval vítanou rudou na řadě evropských ložisek. Mnohdy může být vylučováním halogenidů stříbra v oxidační zóně zonální.

## Morfologie
Krystaly bývají nedokonalé krychle s {111} a {011} dosahující velikosti až 1 cm, také tvoří nálety, povlaky, kůry až celistvé agregáty, někdy s drúzovitým povrchem nebo skupiny paralelních či subparalelních krystalů. Ve formě voskových agregátů, sloupcovitý nebo stalaktický, vzácně vláknitý.

## Vlastnosti

### Krystalografie
Chlorargyrit krystaluje v kubické soustavě - hexaoktaedr m3m, prostorová grupa Fm3m, a=5,554, Z=4, V=171,32, rtg analýza 3,20(50)-2,77(100)-1,96(50)-1,67(20). Na krystalech jsou vyvinuty tvary a {100}, d {110}, o {111}, k {411}, n {211}, p {221}, ρ {441}, μ {411}. Dvojčatí podle {111}.

### Fyzikální vlastnosti
Tvrdost=1,5-2, hustota=5,56 g/cm3. Je plastický, lze ho krájet nožem. Štěpnost a luminiscence chybí, není radioaktivní. Lom nerovný, miskovitý. Tavitelný od 455°.

### Optické vlastnosti
Minerál bývá bezbarvý, světle žlutý, bílý, šedý, žlutozelený, působením světla mění svou barvu od fialové po černou. Vryp je bílý, lesk diamantový, smolný až voskový. Je izotropní, N=2,07, průhledný až průsvitný.

### Chemické vlastnosti
Procentuální složení:
- Ag 75,26%
- Cl - 24,74%

Ve vodě a zředěné HCl se prakticky nerozpouští, ale rozpustný v roztoku NH4OH, KCN a Na2S2O3.

## Příbuzné minerály
Příbuznými minerály jsou griceit, villiaumit, carobbiit, sylvín, bromargyrit. Je-li obsažen brom, označuje se minerál jako embolit či bromchlorargyrit.

## Parageneze
Vyskytuje se v asociaci s ryzím stříbrem, jodargyritem, jarositem, wadem a limonitem, také s cerusitem, atacamitem, malachitem, pyromorfitem, wulfenitem.

## Získávání
Při těžbě ložisek Pb-Zn a Ag.

## Využití
Ruda stříbra.

## Naleziště
- Česká republika
  - Jáchymov - ve formě bílých krychlí, také celistvý, zemitý v dutinách křemene s ryzím stříbrem z horních pater
  - Měděnec
  - Moldava
- Evropa

Freiberg, Schneeberg, Andreasberg, Johanngeorgenstadt (Německo), Cambourne, Calstock (Cornwall, Spojené království), Almeria, Guadalajara, Mazorrón (Španělsko), Rudabanya (Maďarsko)
- Svět

Leadville (Co), Silver City (NMex.), Tombstone, Globe (Ari), Treasure Hill (Nev) - vše USA, Chihuahua, Durango, Sonora (Mexiko), Potosí (Bolívie), Chañarcill, Huantajayi (Chile), Broken Hill, Dundas, Eyre Peninsula (Austrálie), Damaraland (Namibie), Pavlovskoje (Primorje, Rusko)